# Yesshows
Yesshows — музичний альбом гурту Yes. Виданий 19 грудня 1980 року лейблом Atlantic Records. Загальна тривалість композицій становить 78:50. Альбом відносять до напрямку прогресивний рок.

## Список пісень
cd 1 (39:13):
1. «Parallels» — 7:06
2. «Time and a Word» — 4:05
3. «Going for the One» — 5:22
4. «The Gates of Delirium» — 22:40

cd 2 (39:37):
1. «Don't Kill the Whale» — 6:50
2. «Ritual (Nous Sommes Du Soleil)» (Part 1) — 11:48
3. «Ritual (Nous Sommes Du Soleil)» (Part 2) — 17:07
4. «Wonderous Stories» — 3:54(1)